# 博爾坎 (上蒂埃拉斯區)
博爾坎（西班牙語：Volcán），是巴拿馬的城鎮，位於該國西部，由奇里基省的上蒂埃拉斯區負責管轄，面積233.7平方公里，海拔高度1,378米，2010年人口12,717，人口密度每平方公里54.4人。